# Klemens Bolesławiusz

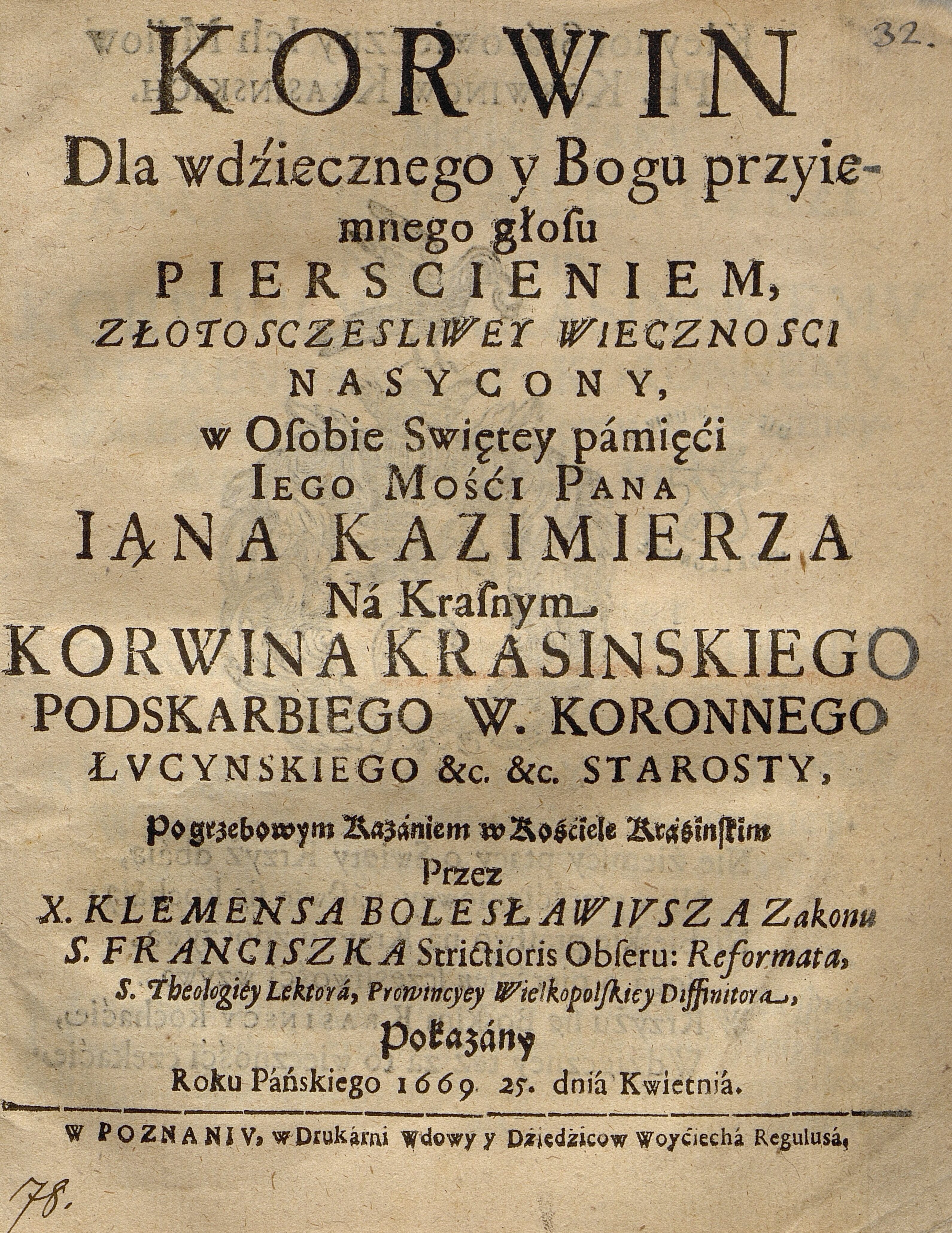
Strona tytułowa dzieła Korwin z 1670 roku

Klemens Bolesławiusz znany także jako Clemens Boleslavius (Bolesłavius), Bolesławczyk (ur. w 1625 prawdopodobnie w Bolesławiu, zm. 2 lutego 1689 w Kaliszu) – polski pisarz religijny, poeta, kaznodzieja i tłumacz.

## Życiorys
Pełnił funkcje lektora, tj. profesora studium zakonnego reformatów oraz był kaznodzieją. Sprawował różne urzędy zakonne: ok. 1664 był gwardianem góreckim, w latach 1667-1671 i 1683-1686 był definitorem. Zmarł w podeszłym wieku, w klasztorze kaliskim.

## Działalność literacka
Napisał Przeraźliwe echo trąby ostatecznej, w którym to utworze zawarł wizję Sądu Ostatecznego (m.in. wyrównanie niesprawiedliwości, którą człowiek napotyka w życiu ziemskim, przekonanie o wiecznych cierpieniach sprawców krzywd). Dzieło to stało się bardzo popularne i do 1886 było 18-krotnie wznawiane.

### Ważniejsze utwory
- Przeraźliwe echo trąby ostatecznej, Poznań 1670, drukarnia A. Regulus (przeróbka wierszem apokryfów średniowiecznych), wznowienia: Kraków 1674, 1685, 1695, 1726, 1740, 1750 i 1770
- Gemmeum monile animae christianae, Oliwa 1683, drukarnia G. Fritsch (opis życia Chrystusa i Matki Bożej według objawień św. Brygidy szwedzkiej)

### Ważniejsze przekłady
- J. Hondemiusz Rzewnosłodki głos łabędzia umierającego... o żywocie i męce Chrystusowej, Poznań 1665, drukarnia W. Młodniewicz (przekład wierszem)
- przekłady utworów drobnych: J. B. Pontanusa, P. Damiana, Tomasza a Kempis (w: Przeraźliwe echo trąby ostatecznej)

## Literatura dodatkowa
- O. Andrzej Cichowski: Boleslavius (z Bolesławia) Klemens. W: Polski Słownik Biograficzny. T. 2: Beyzym Jan – Brownsford Marja. Kraków: Polska Akademia Umiejętności – Skład Główny w Księgarniach Gebethnera i Wolffa, 1936, s. 248. Reprint: Zakład Narodowy im. Ossolińskich, Kraków 1989, ISBN 83-04-03291-0